# Наталья Алексеевна (царевна)
Царевна Ната́лья Алексе́евна (22 августа 1673 — 18 июня 1716) — любимая  родная сестра Петра I, дочь Алексея Михайловича и Натальи Нарышкиной.

## Биография

### Детство и отрочество
Получила имя в честь своей матери Натальи Нарышкиной. Была крещена патриархом Иоакимом в Чудовом монастыре. Симон Ушаков написал ей мерную икону (местонахождение неизвестно).
Потеряла отца в три года, воспитывалась матерью вместе с братом, видимо, разделяя все его «потехи». В правление царевны Софьи опальная ветвь семьи летом жила в селе Преображенском, а зимой в Москве.
15 мая 1682 года во время стрелецкого бунта в тереме царевны, видимо, не обысканном, сумели спастись её дед Кирилл Полуэктович Нарышкин, её дяди — Иван, Лев, Мартемьян и Феодор Кирилловичи Нарышкины, несколько родственников, занимавших должность комнатных стольников, и Андрей Матвеев, сын Артамона Сергеевича.

В 1683 году иностранец её описывает: «У Наталии [Нарышкиной], кроме Петра, есть еще очень красивая девятилетняя дочь, тоже Наталия, отличающаяся замечательной красотой, по уму и вежливости, она вся в мать».

### Отношения с Петром
На протяжении всей своей жизни, ещё с детства, разделяла увлечение брата западной культурой и поддерживала его в своих начинаниях, в отрочестве ездила вместе с ним в Немецкую слободу.
С жаром чистой, прекрасной души, любила всё, что нравилось брату. (Н. Г. Устрялов)
«Она так сроднилась со всем, что интересовало Петра, что впоследствии, когда он, будучи уже царём, одерживал ту или другую победу, спешил обрадовать сестру собственноручным письмом или поручал Ф. А. Головину и А. Д. Меншикову уведомить её о том и поздравить».
В 1698 году, после того, как царица Евдокия Лопухина была пострижена мужем в монастырь, к царевне Наталье в Преображенское был отдан маленький царевич Алексей. Позже в её же доме Пётр поселит Марту Скавронскую, где она получит в крещении имя Екатерины, а её крёстным отцом станет царевич Алексей. При дворе царевны Натальи жили две сестры Меншикова (Мария и Анна), с которым Наталья находилась в очень хороших отношениях, Анисья Кирилловна Толстая, Варвара Михайловна Арсеньева и её сестра Дарья, жена Меншикова. Эти придворные дамы составляли общество и «охрану» Екатерины.
Начиная с 1708 года царевна живёт в Петербурге, на Крестовском острове, но видимо, не постоянно, и бывает в Москве. В 1713 году дом Натальи Алексеевны в Петербурге находился между церковью Божией Матери Всех Скорбящих и дворцом царевича Алексея Петровича. В 1715 году вместе с братом была крёстной будущего Петра II. Сообщают о трениях, имевшихся в конце жизни между царевной и выросшим царевичем Алексеем, навещавшим царицу Евдокию и, будто бы, обвинявшим Наталью в рассказах о том царю.
В отличие от старших сестёр, Наталья выросла уже в царствование своего брата, когда отношение к женщинам царского рода в обществе изменилось, однако, как и они, осталась незамужней; нет данных о каких-либо матримониальных планах царя относительно любимой сестры.

### Смерть и погребение
Скончалась Наталья Алексеевна в возрасте 42 лет от неизвестного заболевания желудка (катарального гастрита?).

Настоящего июня в 18 числе, в 9 часу пополудни, сестра ваша Её Высочество Государыня Царевна Наталия Алексеевна, по воле Всемогущего, от сего суетного света переселилась в вечную блаженную жизнь. О болезни же Её Высочества при сем докторское описание прилагаю; и понеже как вы сами, по мудрому своему рассуждению изволите знать, что сие необходимо есть; к тому ж мы все по христианской должности такие печали сносить повинны, того ради всепокорно прошу, дабы не изволили вы сию печаль продолжать… Паче же всего, мой всемилостивейший Государь и отец, изволь беречь своё здравие; понеже сами изволите рассудить, что печаль ни душевной, ни телесной пользы не принесёт, а разве здравие повредит, от чего да сохранит вас Всемогущий Бог, у которого всем моим сердцем о том прошу.— Из письма А. Меншикова к Петру в Данциг
Была похоронена в Александро-Невской лавре на Лазаревском кладбище. Над её могилой и похороненным рядом Петром Петровичем была возведена часовня во имя Воскрешения св. Лазаря, от которой кладбище получило имя. Через несколько лет их останки были перенесены в стоявшую там же Благовещенскую церковь и перезахоронены в самой почётной алтарной части. Над их могилами были положены плиты, получившие название царских, и Благовещенская церковь Александро-Невской лавры стала превращаться в первую царскую усыпальницу Петербурга .

(1717 год) Ноябрь. Въ 17-й день было погребеніе Государыни Царевны Наталіи Алексѣевны.— ПОХОДНЫЙ ЖУРНАЛЪ 1717 ГОДА

## Имущество царевны
Дворец Натальи Алексеевны в Петербурге был построен в 1711—1714 годах в Литейной части.
Под Петербургом царь в 1712 году подарил сестре мызу Гатчина. Для неё там построили на одном из прибрежных холмов Белого озера трёхэтажный дом. Также ей принадлежали земли по Петергофской дороге, на которых позднее возникла усадьба Александрино.
В год смерти царевны ей планировался дом на Васильевском острове, в котором она не успела поселиться. Один её дом Пётр определил под приют для подкидышей, в другом поселился вместе с императрицей 28 апреля 1722 года.
Ещё при жизни царевны в её доме была устроена первая в Петербурге богадельня, куда принимались старые и убогие женщины — на Воскресенском проспекте, названном так по построенной ею церкви Вознесения Христова. На средства царевны построена также Смоленско-Корнилиевская церковь в Переяславле-Залесском[неавторитетный источник?].
Библиотека царевны Натальи находится в составе рукописных фондов Библиотеки Академии Наук.

## Театральная деятельность
В 1706—1707 годах усилиями царевны в Преображенском дворце начались театральные представления. Пьесы ставились на современные темы, инсценировки житий святых, переводных романов. Специальным указом императора труппе были переданы все «уборство» из «комедийной храмины», прежде помещавшейся на Красной площади в Москве, «комедиальное и танцевальное платье», привезённое несколькими годами раньше немецкими театрами в Москву, а в 1709 году — их декорации и тексты пьес. Актёрами были приближённые и слуги царевны и её невестки царицы Прасковьи.
« сестрой Петра Великого, Натальей Алексеевной, появляется новый тип – тип артистки, писательницы, провозвестницы женщины-доктора будущего. И в быстром развитии последнего типа в наши дни нельзя не признать исторической преемственности. (К. Валишевский «Царство женщин»)
В 1710 году, с переездом в Санкт-Петербург, Наталья Алексеевна продолжила трудиться на этом поприще, устроив «комедийную хоромину» для всех «прилично одетых людей», то есть дворянской публики. Для этого театра уже специально писались пьесы, в том числе самой царевной, Ф. Журовским.
До исследований Забелина активность царевны в театре во многом приписывалась царевне Софье, её сестре.

### Произведения царевны
По сообщению графа Бассевича она сочинила две пьесы.
Её авторству приписываются:
- «Комедия о святой Екатерине»
- «Хрисанф и Дария»
- «Цезарь Оттон»
- «Святая Евдокия»

## В культуре
- Персонаж романа А. Н. Толстого «Пётр Первый», где автор описывает вымышленную историю любви царевны и одного из представителей рода Бровкиных.